# Osiedle Jana Kilińskiego
Osiedle Jana Kilińskiego – osiedle w centrum Nowego Sącza. Położone pomiędzy ulicami Młyńską, Śniadeckich, Rejtana, Klasztorną, Królowej Jadwigi a rzeką Kamienica Nawojowska.
Od 1906 roku była to dzielnica Młyny-Hamry.
Na osiedlu znajduje się m.in. cmentarz komunalny oraz Stadion Miejski im. O. Władysława Augustynka, na którym mecze rozgrywa MKS Sandecja.